# Comté d'Essex (Virginie)
Pour les articles homonymes, voir Comté d'Essex.
Le comté d'Essex est un comté de Virginie, aux États-Unis. Sa population en 2010 était de 11 151 hab. Son siège est la ville de Tappahannock.

## Histoire
Le comté d'Essex a été créé en 1692 à partir du comté de Rappahannock. Il tient son nom du comté homonyme en Angleterre ou du titre de Comte d'Essex.

## Géographie

### Démographie
Au recensement de 2000, la population était de 9 989 hab dont 3 995 ménages et 2 740 familles résidentes.
La répartition ethnique était de 57,96 % d'Euro-Américains et 39,04 % d'Afro-Américains. Le revenu moyen par habitant était de 17 994 dollars avec 11,2 % vivant sous le seuil de pauvreté.